# Adraste
Pour les articles homonymes, voir Adraste (homonymie).
Dans la mythologie grecque, Adraste (en grec ancien Ἄδραστος / Adrastos) est roi d'Argos et de Sicyone. Il est un des principaux héros de la guerre des sept chefs et des Épigones. Il est le père d'Argie et de Déipyle.

## Mythologie
Il est le fils de Talaos ;  le nom de sa mère variant selon les auteurs (Lysimaché chez Apollodore, Lysianassa chez Pausanias ou Eurynomé chez Hygin). Dans le Catalogue des vaisseaux, il est dit qu'il y « régna en premier ». Après le meurtre de son père par Amphiaraos, il fuit à Sicyone. Il en devient roi, puis retrouve sa place sur le trône d'Argos, comme son père avant lui. Deux épouses lui sont données dans les textes, Amphithée et Demonasa (uk). Sa fille Déipyle épouse Tydée, offerte en mariage par son père, qui la rend mère de Diomède.